# Qadian
Qadian (Panjabi ਕ਼ਾਦੀਆਂ, Urdu قادیان DMG Qādiyān) ist eine Kleinstadt (Municipal Council) im Nordwesten Indiens, im indischen Bundesstaat Punjab, etwa 120 km von Lahore entfernt. Sie liegt im Tehsil Batala des Distrikts Gurdaspur.

## Geschichte
Die Stadt wurde im 16. Jahrhundert von Mirza Hadi Beg gegründet, als dieser sich mit 200 Gefolgsleuten an der Stelle des heutigen Stadtzentrums niederließ. Mirza Hadi Beg gab der Siedlung den Namen Islampur („Islam-Stadt“).
Als Mirza Hadi Beg vom Kaiser ein Jagir vermacht bekam, wurde der Ort Sitz des Magistrats und erhielt den Namen Islampur Qazi (oder Qadi). Der Name Islampur wurde allmählich fallen gelassen; man nannte das Dorf nur noch Qadi und schließlich wurde daraus Qadian. Das Dorf war fortan der Sitz der Familie, und trotz der Entfernung von der Hauptstadt Delhi bekleideten Mitglieder der Familie unter der Herrschaft der Moguln einflussreiche Staatsämter.
Qadian ist der Geburtsort von Mirza Ghulam Ahmad, welcher ein Nachfahre von Mirza Hadi Beg ist. Mirza Ghulam Ahmad ist der Messias und Mahdi der Ahmadiyya-Bewegung, die er 1889 gründete. Außerdem sind der zweite, dritte und vierte Khalifat ul-Masih der Ahmadiyya Muslim Jamaat, Mirza Baschir ud-Din Mahmud Ahmad, Mirza Nasir Ahmad und Mirza Tahir Ahmad, welche als Nachfolger von Mirza Ghulam Ahmad fungierten, in Qadian geboren.
Die Stadt war zunächst das Zentrum der Ahmadiyya-Bewegung. Nach der Teilung Britisch-Indiens 1947 verlegte sie ihren Sitz in den muslimischen, also nun pakistanischen Teil des Punjab und gründete dort die Stadt Rabwah.

## Demographie
Die Volkszählung aus dem Jahre 2011 ergab eine Einwohnerzahl von 21.899. Einschließlich Vororten (Outgrowths) waren es 23.632 Einwohner.

## Sehenswürdigkeiten
- Weißes Minarett

## Klima
Das Klima in Qadian ist subtropisch. In den Sommermonaten Juli und August, während der Monsunzeit, fallen die meisten Niederschläge. Der durchschnittliche Jahresniederschlag beträgt 837 mm. Die Jahresmitteltemperatur liegt bei 23,5 °C.
|                       | Jan  | Feb  | Mär  | Apr  | Mai  | Jun  | Jul  | Aug  | Sep  | Okt  | Nov  | Dez  |   |      |
| Mittl. Tagesmax. (°C) | 18,9 | 22,6 | 27,6 | 34,1 | 39,4 | 40,5 | 34,9 | 33,4 | 33,8 | 31,7 | 26,7 | 21,6 | ⌀ | 30,5 |
| Mittl. Tagesmin. (°C) | 5,6  | 7,9  | 13,0 | 17,8 | 23,0 | 26,1 | 25,6 | 24,9 | 23,2 | 17,2 | 9,9  | 6,4  | ⌀ | 16,8 |
|                       |      |      |      |      |      |      |      |      |      |      |      |      |   |      |
| Niederschlag (mm)     | 44   | 27   | 41   | 12   | 13   | 46   | 246  | 223  | 138  | 24   | 6    | 17   | Σ | 837  |

| 5,6 |

| 7,9 |

| 13,0 |

| 17,8 |

| 23,0 |

| 26,1 |

| 25,6 |

| 24,9 |

| 23,2 |

| 17,2 |

| 9,9 |

| 6,4 |

| 5,6 |

| 7,9 |

| 13,0 |

| 17,8 |

| 23,0 |

| 26,1 |

| 25,6 |

| 24,9 |

| 23,2 |

| 17,2 |

| 9,9 |

| 6,4 |